# 강한 2번 타자
강한 2번 타자란 야구에서 상위 타선으로 배치되는 2번 타자를 일발 장타능력까지 겸비한 타자로 포진시키는 것을 의미하는 단어이다.

## 설명
과거 2번 타자는 그저 중심 타선에게 밥상을 차려주고 감독이 희생 번트나 히트 앤드 런 등과 같은 작전들을 지시할 때 이를 잘 수행하는 것이 가장 미덕일 때가 있었다. 하지만 야구도 시간이 흐름에 따리 2번 타자를 좀 더 타격 능력이 되고 일발 장타까지 생산할 수 있는 타자도 요구하게 됨에 따라 각 야구단에선 강한 2번 타자를 선호하게 된다. 강한 2번 타자의 경우는 장타 생산 능력과 더불어 발도 준수하게 빠른 타자로 이는 호타준족인 타자를 2번 타자로 기용하는 것을 선호하게 되는 성향이다. 그외에 강한 1번 타자라는 단어도 있는데 이는 제일 처음에 타석으로 나오는 타자인만큼 처음부터 강하게 쳐서 득점을 더 내보자는 의미이기도 하다.

## 같이 보기
- 야구
- 타자